# Império Chaluquia
O Império Chaluquia (AFI: [tʃaːɭukjə]) foi um império do que existiu entre os séculos VI-XII nas porções sudoeste e central do subcontinente indiano.

## Origem dos chaluquias

### Nativos de Carnataca
Enquanto as opiniões variam a respeito das origens dos primeiros chaluquias, o consenso é que os fundadores do império em Badami eram nativos da região Carnataca. Segundo uma teoria proposta por Lewis, os chaluquias eram descendentes da tribo dos "selêucidas" do Iraque e que o seu conflito com o Império Palava de Canchi foi, mas uma continuação do conflito entre os antigos selêucidas e "partos", os ancestrais propostos dos palavas. No entanto, essa teoria foi rejeitada, uma vez que pretende construir linhagens com base simplesmente na similaridade do som dos nomes dos clãs.